# Ganga cata
Pterocles alchata 
Espèce
Statut de conservation UICN

 LC  : Préoccupation mineure
Le Ganga cata (Pterocles alchata) est une espèce d'oiseaux de taille moyenne de la famille des ptéroclidés.

## Historique et dénomination
L'espèce a été décrite par le naturaliste suédois Carl von Linné en 1766 sous le nom de Pterocles alchata.

## Description
Le ganga cata a une longueur de 31 à 39 cm. Sa tête et ses parties supérieures sont vert-jaunâtre. Le dessous du corps est blanc avec une bande pectorale marron, qui sépare le ventre du cou vert. Les sexes sont semblables, mais la queue de la femelle est plus courte que celle du mâle.
Les mâles de la race orientale ont les parties inférieures plus ternes que les oiseaux européens, et les femelles ont les couvertures alaires blanches plutôt que jaunes.
Ce ganga a une petite tête ressemblant à celle d’un pigeon, mais un corps robuste et compact. Ses longues ailes pointues sont blanches par-dessous ; il a une longue queue et son vol est rapide et direct. Les groupes se rendent aux points d’eau à l’aube.

## Répartition
La race nominale Pterocles alchata alchata niche dans la péninsule ibérique et dans le Midi de la France (Crau), et la forme orientale Pterocles alchata caudacutus se rencontre dans le Nord-Ouest de l’Afrique (Maroc, Algérie, Tunisie, Libye), et depuis le Sud-Est de la Turquie jusqu’en Israël, au Kazakhstan et en Inde.
C’est un migrateur partiel : en Asie, des oiseaux partent en hiver vers le Moyen-Orient et le Nord de l’Inde.

## Reproduction

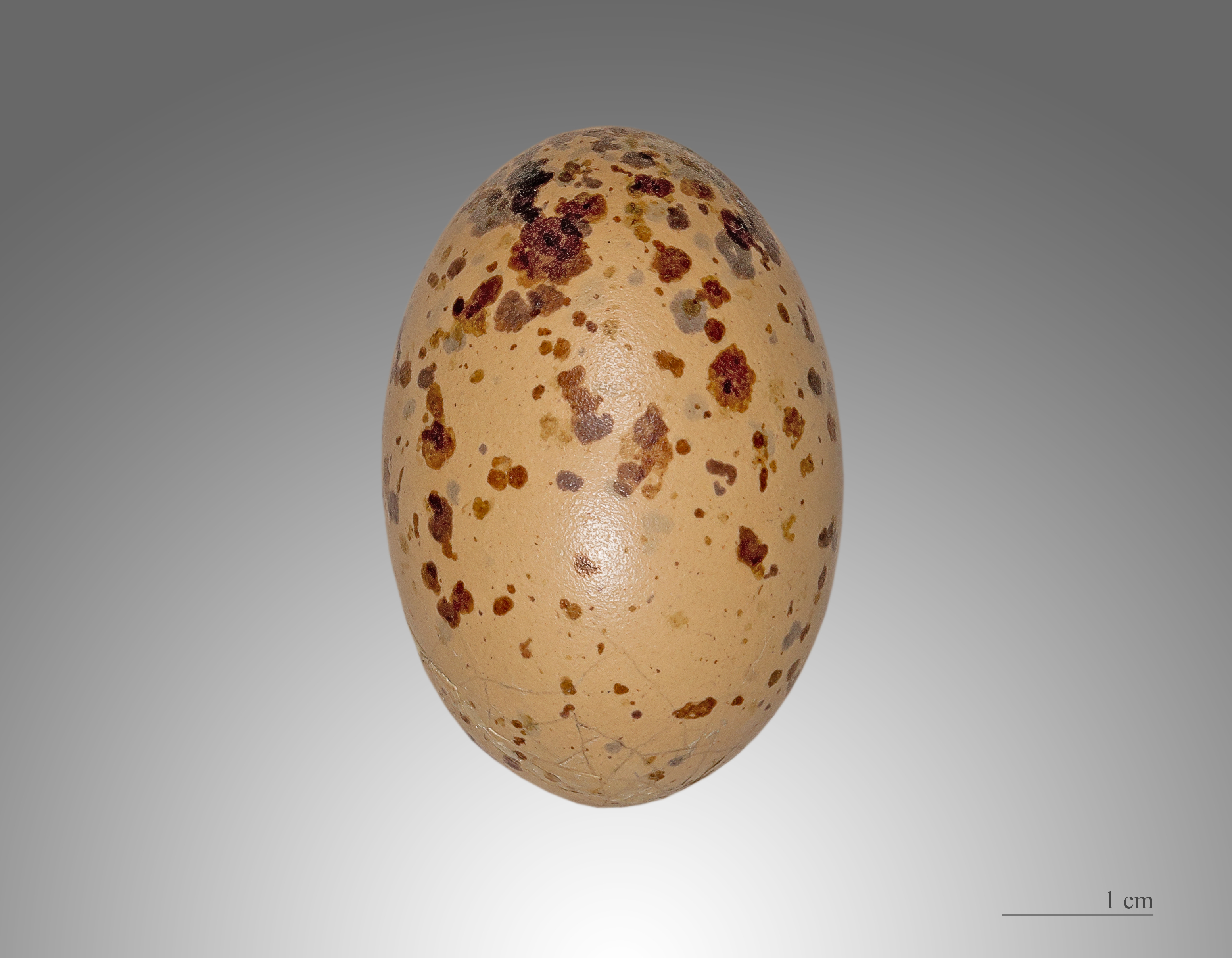
Pterocles alchata alchata - Muséum de Toulouse

Le principal site français de reproduction de l'espèce est la plaine de la Crau dans les Bouches-du-Rhône.
Cette espèce grégaire niche dans les plaines sèches dépourvues d’arbres, et dans des milieux similaires.
La ponte a lieu de mai à juillet. Son nid est une dépression grattée à la surface du sol dans laquelle sont pondus 2 ou 3 œufs crème camouflés par des taches. La couvaison est assurée par les deux parents: mâle et femelle couvent 22 à 23 jours.

## Protection
Le Ganga cata bénéficie d'une protection totale sur le territoire français depuis l'arrêté ministériel du 17 avril 1981 relatif aux oiseaux protégés sur l'ensemble du territoire. Il est inscrit à l'annexe I de la directive Oiseaux de l'Union européenne. Il est donc interdit de le détruire, le mutiler, le capturer ou l'enlever, de le perturber intentionnellement ou de le naturaliser, ainsi que de détruire ou enlever les œufs et les nids, et de détruire, altérer ou dégrader son milieu. Qu'il soit vivant ou mort, il est aussi interdit de le transporter, colporter, de l'utiliser, de le détenir, de le vendre ou de l'acheter.
Il a fait l'objet d'un plan National d'Action de cinq ans entre 2012 et 2016.
Au niveau international, Le Ganga cata fait partie des espèces animales strictement protégées au titre de la Convention relative à la conservation de la vie sauvage et du milieu naturel de l’Europe de 1979 (annexe II de la Convention de Berne). Il est également visé à l’Annexe I de la Directive 79/409/CEE du Conseil du 2 avril 1979 concernant la conservation des oiseaux sauvages, codifiée par la Directive 2009/147/CE du Parlement Européen et du Conseil du 30 novembre 2009 concernant la conservation des oiseaux sauvages (dite « Directive Oiseaux »).